# Judoma
A Judoma (oroszul: Юдома) folyó Oroszország ázsiai részén, a Habarovszki határterületen és egy szakaszon annak Jakutfölddel közös határán; a Maja jobb oldali mellékfolyója.

## Földrajz
Hossza: 765 km, vízgyűjtő területe: 43 700 km², évi közepes vízhozama: 342 m³/sec.
A Szuntar-Hajata-hegység északnyugati részén eredő Nyitkan és Avmja folyók egyesülésével keletkezik. Felső szakaszán magas hegyek között délre tart, majd délnyugatra, lejjebb északnyugatra fordul. Alsó szakaszán nagy hurkokat képez, medrében sok a zúgó, zuhatag. A Habarovszki határterület és Jakutföld határán, Uszty-Judománál ömlik a Majába.
Főként esővíz és hóolvadék, felső szakaszán néhány gleccser is táplálja. Októbertől májusig befagy, árvize május-júliusban van.

### Mellékfolyók
- Balról: Gorbi
- Jobbról: Akacsan